# José dos Santos de Dinis Martins
José dos Santos de Diniz Martins (Florianópolis em 19 de março 1896 — Joinville em 24 de março 1961), filho de Leopoldo Geraldo Diniz Martins e Maria Antônia Medeiros dos Santos Diniz Martins, foi um escritor, jornalista, orador e teatrólogo brasileiro.

## Biografia
Fundador da cadeira 36 na Academia Catarinense de Letras, da qual é patrono Oscar Rosas, época em que o seu irmão Leopoldo de Diniz Martins Júnior também integrou a Academia Catarinense de Letras ocupando a cadeira nº 5.
Foi fundador do jornal Oásis na década de 1918 junto com Ivo d'Aquino, Barreiros Filho, Altino Flores e João Crespo.
Em 1961 foi o primeiro presidente da Academia Joinvilense de Letras, da qual teve papel fundamental sendo um dos fundadores em Santa Catarina, ao lado de Eugênio Doin Vieira, Augusto Sylvio Prodöhl e Adolfo Bernardo Schneider.